# Théo Defourny
Théo Defourny (Bourg-Saint-Maurice, 25 april 1992) is een Belgisch voetballer die onder contract staat bij RWDM. Doordat hij in Frankrijk geboren is heeft Defourny de dubbele nationaliteit.

## Carrière
Théo Defourny speelt sedert zijn twaalf jaar bij de jeugd van de Franse topclub Olympique Lyonnais. In de zomer van 2011 bood Manchester United 1 miljoen euro, maar Olympique Lyonnais wou haar doelman niet kwijt. Hij werd in het seizoen 2011/12 een jaar uitgeleend aan de Belgische tweedeklasser Antwerp FC. Hij kwam hier aan 27 wedstrijden (26 competitiewedstrijden, 1 in de Beker van België). In het seizoen 2012/13 werd hij een jaar uitgeleend aan de Franse derdeklasser FC Rouen. Hier speelde hij 14 wedstrijden. Vanaf het seizoen 2013/14 maakte hij deel uit van de kern van Olympique Lyonnais, waar hij de strijd moest aangaan met Rémy Vercoutre, Anthony Lopes en Mathieu Gorgelin. Defourny slaagde er echter niet in om door te breken in de hoofdmacht van de Franse topclub: hij kwam dat seizoen enkel uit voor het tweede elftal van de club in de CFA.
In 2014 trok Defourny de deur bij Lyon definitief achter zich dicht. Hij kwam terecht bij de Belgische tweedeklasser Excelsior Virton, waar hij titularis werd. Na één seizoen werd hij opgepikt door eersteklasser Moeskroen-Péruwelz, maar daar stond hij in de schaduw van achtereenvolgens Vagner da Silva en Matej Delač. Na twee seizoenen als reservedoelman zette Defourny een stapje terug naar AFC Tubize, waar hij weer eerste doelman werd. Ondanks Defournys sterke prestaties eindigde Tubeke tweemaal laatste in de competitie. In 2018 kon de club zich nog administratief redden door het faillissement van Lierse SK, maar in 2019 zakte Tubeke naar Eerste klasse amateurs. Defourny kreeg desondanks een plaatsje in het Proximus League-elftal van het seizoen.
Defourny zakte echter niet mee met Tubeke: hij stapte in juli 2019 over naar KSC Lokeren, waar hij het vertrek van Ortwin De Wolf naar KAS Eupen moest opvangen. Daar kreeg hij af te rekenen met stevige concurrentie van Davino Verhulst. Toen Verhulst na de jaarwisseling vanwege privéproblemen aan de kant moest blijven staan, nam Defourny zijn plaats in. Nadat de club op het einde van het seizoen failliet ging, maakte hij de overstap naar KAS Eupen. Daar startte hij als de doublure van Ortwin De Wolf, maar toen die eind november in de competitiewedstrijd tegen Sporting Charleroi geblesseerd uitviel nam Defourny zijn plaats in om hem vervolgens niet meer af te geven – enkel op de slotspeeldag, uitgerekend tegen Charleroi, kreeg Robin Himmelmann een kans.
In juli 2021 ondertekende Defourny een contract voor drie seizoenen bij RWDM.

## Statistieken[8]
| seizoen | club                    | land      | competitie           | wed | goals |
| ------- | ----------------------- | --------- | -------------------- | --- | ----- |
| 2011/12 | → Antwerp FC            | België    | Tweede Klasse        | 26  | 0     |
| 2012/13 | → FC Rouen              | Frankrijk | Championnat National | 14  | 0     |
| 2013/14 | Olympique Lyonnais II   | Frankrijk | CFA                  | 3   | 0     |
| 2014/15 | Excelsior Virton        | België    | Tweede Klasse        | 21  | 0     |
| 2015/16 | Royal Mouscron-Péruwelz | België    | Eerste klasse        | 1   | 0     |
| 2016/17 | Royal Mouscron-Péruwelz | België    | Eerste klasse        | 5   | 0     |
| 2017/18 | AFC Tubize              | België    | Eerste klasse B      | 32  | 0     |
| 2018/19 | AFC Tubize              | België    | Eerste klasse B      | 33  | 0     |
| 2019/20 | KSC Lokeren             | België    | Eerste klasse B      | 9   | 0     |
| 2020/21 | KAS Eupen               | België    | Eerste klasse A      | 21  | 0     |
| 2021/22 | RWDM                    | België    | Eerste klasse B      | 30  | 0     |
| 2022/23 | RWDM                    | België    | Eerste klasse B      | 32  | 0     |
| 2023/24 | RWDM                    | België    | Eerste klasse A      | 4   | 0     |
|         |                         |           | Totaal               | 226 | 0     |

1 Lathouwers ·
3 Halilou ·
4 Doudaev ·
5 De Sart ·
6 Halifa ·
7 Montes ·
8 Abe ·
9 Parzyszek ·
10 Robail ·
11 Ziani ·
15 Laâziri ·
17 Barry ·
20 Poku ·
21 Marsoni ·
22 Soelle Soelle ·
23 Del Piage ·
26 Kestens ·
28 Hubert ·
29 Maurer ·
30 Baghli ·
31 Dodeigne ·
43 Sousa ·
49 Sapata ·
51 Preijs ·
53 Messad-Kouchiche ·
60 Awudu ·
70 Nkurunziza ·
77 Biron ·
83 Lemmens ·
84 El Arouch ·
99 Benjdida ·
Coach: Ferrera
· Assistent-coach: Baherlé
· Assistent-coach: De Camargo